# Stockbridge (Nueva York)
Stockbridge es un pueblo ubicado en el condado de Madison en el estado estadounidense de Nueva York. En el año 2000 tenía una población de 2,080 habitantes y una densidad poblacional de 25 personas por km².

## Geografía
Stockbridge se encuentra ubicado en las coordenadas 42°58′51″N 75°35′18″O / 42.98083, -75.58833.

## Demografía
Según la Oficina del Censo en 2000 los ingresos medios por hogar en la localidad eran de $ 37,700 y los ingresos medios por familia eran $41,250. Los hombres tenían unos ingresos medios de $30,701 frente a los $21,712 para las mujeres. La renta per cápita para la localidad era de $15,856. Alrededor del 12.9% de la población estaban por debajo del umbral de pobreza.